# لیدیا لوگینووا
لیدیا لوگینووا (انگلیسی: Lidiya Loginova؛ زادهٔ ۲۷ فوریهٔ ۱۹۵۱) بازیکن والیبال اهل اتحاد جماهیر شوروی سوسیالیستی بود.